# Дім борців гетто
Дім борців гетто (івр. בית לוחמי הגטאות — Бейт Лохамей га-гетаот, англ. Ghetto Fighters’ House), повна назва Музей спадщини, документаційний і навчальний центр Голокосту і єврейського опору імені Іцхака Каценельсона (англ. Itzhak Katzenelson Holocaust and Jewish Resistance Heritage Museum and Study Center) — будинок-меморіал борців гетто, заснований членами кібуца Лохамей га-гетаот — громадою євреїв, що пережили Голокост, серед яких були бійці підпіль гетто, партизанських загонів та учасники повстання у Варшавському гетто. Музей названо на честь Іцхака Каценельсона — єврейського поета і підпільника Варшавського гетто, який загинув в Освенцимі 1 травня 1944 року.
Музей розташований у Західній Галілеї (Ізраїль), на Прибережному шосе між Акко та Нагарією.
Свого часу це був перший у світі музей, присвячений темі Голокосту та єврейського героїзму. Він відтворює найвище вираження зобов'язання засновників музею сприяти вивченню Голокосту в Ізраїлі та в усьому світі. У музеї розповідається історія євреїв ХХ століття, зокрема під час Другої світової війни та Голокосту; також це один з небагатьох музеїв, яких зображує тему єврейського опору в період Голокосту. У центрі експозиції музею — видатні особистості, приклади єврейського опору в гетто, концтаборах та партизанській війні.
У жовтні 2010 року уряд Ізраїлю виділив кошти на реконструкцію музею..

## Історія
Коли 19 квітня 1949 року було засновано кібуц Лохамей га-Гетаот, водночас з цим відбулася урочисте відкриття пам'ятника повстанню у Варшавському гетто (19 квітня –16 травня 1943 р.). Дехто вважає цей момент початком існування сучасного музею, але насправді його відкриття відбулося рік потому — 19 квітня 1950 року, у наступну річницю початку повстання.
З самого початку свого існування кібуц Лохамей га-Гетаот відрізнявся від інших, адже його засновниками були учасники єврейських рухів опору, які пережили Голокост у Польщі та Литві, та колишні в'язні концентраційних таборів. Серед них були Іцхак Цукерман і його дружина, Цивія Любеткін, які були членами Єврейської бойової організації. Мешканці кібуцу були досить старими, дуже часто хворими і не могли виконувати важку фізичну працю. З самого початку Іцхак Цукерман і Цивія Любеткін займалися створенням музею борців гетто. Після його утворення він став першим у світі музеєм, присвяченим Голокосту.
У 1953—1959 рр. архітектор Самуель Бікелс спроектував новий вигляд будівлі музею, яка мала відповідати вимогам технологій, що розвивалися. У 2005 році було проведено зміни відповідно з цими планами. У 1996 році було збудовано меморіальний музей Яд ла-Єлед, присвячений пам'яті дітей, загиблих під час Голокосту. Архітекторами проекту були Рам Кармі та Орі Абрамсон.

## Діяльність музею
Метою музею є проведення навчально-дослідницької діяльності, присвяченої вшануванню жертв Голокосту, єврейського руху опору та життя тих, хто пережив Голокост. Музей головним чином спрямований на євреїв різного віку з Ізраїлю та всього світу. Він представляє їм бачення відновлення єврейського життя в Ізраїлі, великий внесок до якого зробили ті, хто пережили Голокост. Діяльність музею підтримують численні міжнародні співдружніх асоціацій в Ізраїлі, Франції, Австрії та США.
Музей борців гетто об'єднує кілька секцій: власне музей, Музей пам'яті дітей-жертв голокосту та Будинок Купфермана. Окрім них також є бібліотека, архів, ресторан, кафе, готель на 60 місць та синагога. Бібліотеку було утворено з метою збору і зберігання матеріалів про Голокост, єврейський рух опору і втрати євреїв під час Другої світової війни. Наразі у ній налічується близько 90 тисяч томів різними мовами; матеріали бібліотеки оцифровані. В свою чергу в архіві зібрано понад 2,5 млн різних документів, листів, пам'яток, свідоцтв, фільмів, фотографій тощо. Велика частина матеріалів архіву оприлюднена на інтернет-сторінці музею.
Також у музеї видаються тематичні фотоальбоми. Джерела архівів та бібліотеки доступні для приватних осіб.
Музей особливо підтримує студентів, які пишуть наукові праці на тему Голокосту. З цією метою було створено стипендійний фонд, який щороку присуджує нагороди для кращих праць у п'яти категоріях — магістерські роботи, реферати, праці учнів середніх шкіл, шкільні проекти та спеціальні відзнаки.

## Підрозділи музею

### Музей борців гетто
На першому поверсі музею розміщено експозицію про нідерландських євреїв за часів Голокосту. На першому підземному поверсі знаходиться експозиція «Пам'ятай», а на другому — експозиція, присвячена нацистським концентраційним таборам. На другому поверсі самого музею є експозиції «Іцхак Каценельсон», «Нацисти завойовують країни і народи», «Депортації та гетто», «Праведники народів світу», «Єврейські рухи опору в часи Голокосту» і «Повстання у Варшавському гетто». На третьому поверсі музею — експозиції «Міріам Новітч», «Аушвіц», «Пам'ять Аушвіца», «Найближче до правди».
У музеї ведеться масштабна дослідницька, освітня, видавнича і культурна діяльність. З 1995 року при музеї працює Центр гуманістичної освіти, який співпрацює з Меморіальним музеєм Голокосту у Вашингтоні. Центр пропонує можливості для вивчення Голокосту, а також проводить спеціальні заходи для груп школярів різного віку, студентів і науковців або просто зацікавлених осіб.

### Музей пам'яті дітей-жертв Голокосту

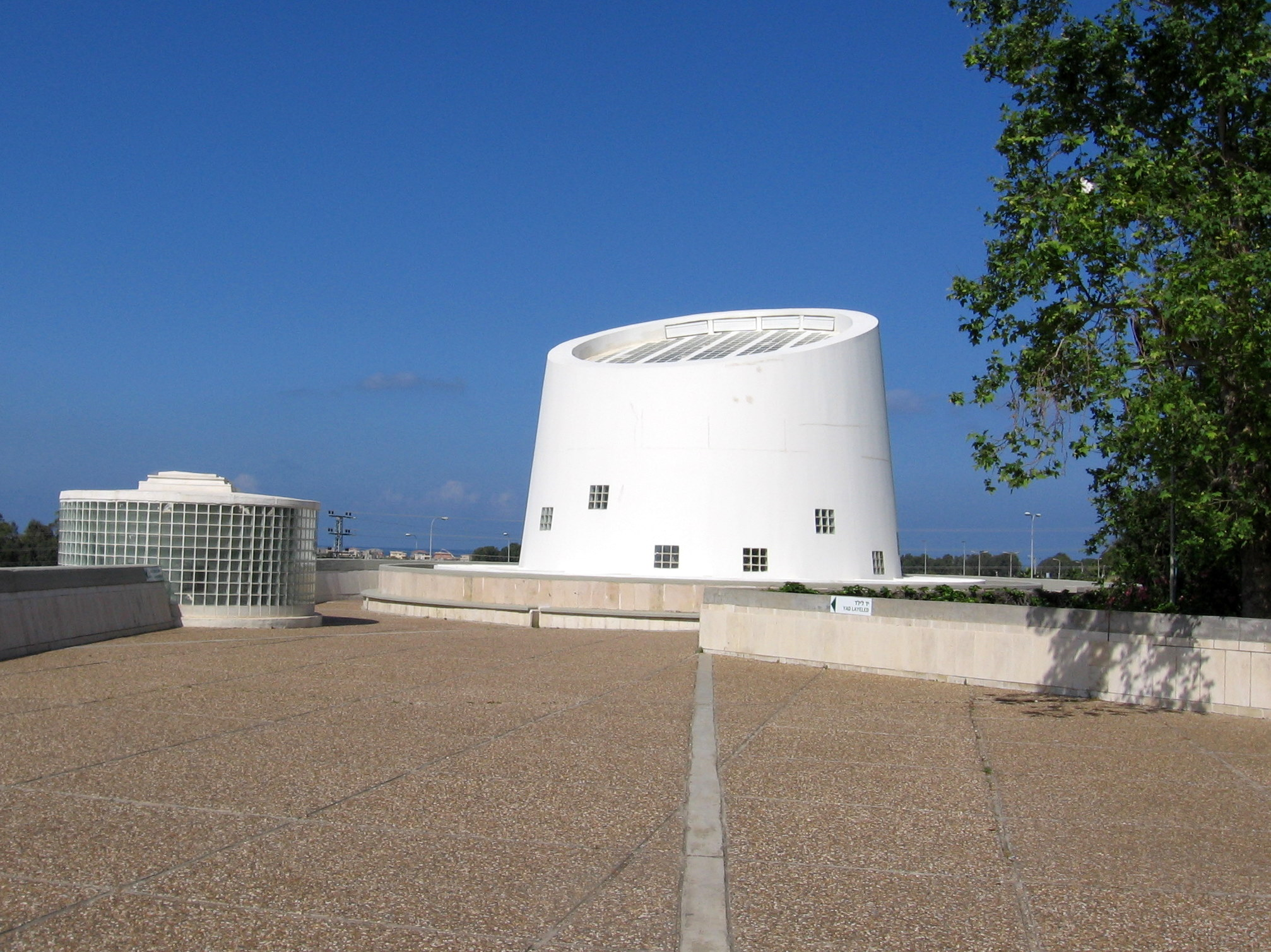
Музей пам'яті дітей-жертв Голокосту Яд ла-Єлед

Музей пам'яті дітей-жертв Голокосту є окремим відділенням Дому борців гетто. Він присвячений історії єврейських дітей під час Голокосту і надає відвідувачам можливість освіти. У будівлі музею представлені наступні експозиції: «Знищення єврейських дітей», «Діти Корчака», «З окремих образів» та «Знаки життя».

### Будинок Купфермана
Художня галерея, присвячена творам Моше Купфермана. Тут проводяться як постійні, так і тимчасові експозиції. Для відвідувачів відкрито майстерню, у якій Купферман малював картини більшу частину свого життя.

### Інші підрозділи
- Музейні експозиції;
- Групові екскурсії івритом та іншими мовами;
- Освітній центр імені Цивії та Іцхака Цукерманів для проведення одно-, дво- або триденних семінарів;
- Міжнародний проект букшерінгу, який сприяє налагодженню діалогу та розумінню Голокосту;
- Музейний архів з документами, фотографіями, артефактами, зібраннями творів мистецтва, аудіозаписами, відеотекою (600 фільмів) тощо;
- Відділ досліджень Голокосту євреїв СРСР;
- Відділ публікацій.

## Відомі колекції та експонати
В музеї зберігаються роботи французького художника Давида Брайніна, створені у концтаборі Camp de Royallieu біля міста Комп'єнь. Окремий зал присвячено педагогу Генріку Гольдшміту (Янушу Корчаку), який загинув у концтаборі разом із своїми вихованцями.